# NGC 3136
NGC 3136 è una galassia nella costellazione della Carena.
Si trova a metà via sulla linea che congiunge le stelle υ Carinae e ω Carinae; appare contornata a breve distanza da altre galassie minori, NGC 3136A e NGC 3136B. Si tratta di una galassia ellittica, visibile anche in telescopi di 150mm di apertura, nei quali si presenta come un puntino chiaro senza particolari. La sua distanza è stimata sugli 88 milioni di anni-luce dalla Via Lattea.